# High School Musical
High School Musical är en amerikansk romantisk highschoolkomedi-TV-film från 2006 i regi av Kenny Ortega. Huvudrollerna spelas av Zac Efron och Vanessa Hudgens.
Uppföljaren High School Musical 2 hade premiär på amerikanska Disney Channel den 17 augusti 2007 och hade premiär den 5 oktober 2007 på skandinaviska Disney Channel. Den 22 oktober 2008 hade den tredje filmen High School Musical 3: Senior Year världspremiär i Sverige. 2019 hade serien High School Musical: The Musical: The Series premiär.

## Handling
Troy Bolton (spelad av Zac Efron) går på East High School, i Albuquerque i New Mexico, och är med i skolans basketlag. På nyårsafton träffar han en tjej, Gabriella Montez (Vanessa Hudgens), på en fest och tillsammans sjunger de karaoke. Gabriella och hennes mamma är nyinflyttade och när skolan börjar veckan efter träffas de igen på East High School. På skolan ska man sätta upp en musikal och både Troy och Gabriella hoppas få huvudrollen, vilket verkligen inte syskonen Sharpay (Ashley Tisdale) och Ryan (Lucas Grabeel) gillar. De har alltid fått huvudrollerna, men nu har de fått stor konkurrens.
Troys baskettränare (som dessutom är hans pappa) tycker att han borde koncentrera sig på basketen och Gabriellas kompisar anser att hon borde ägna sig åt biologi istället för att sjunga. Chad (Corbin Bleu) och resten av basketlaget och Taylor (Monique Coleman) och hennes mattegäng försöker få Troy att säga elaka saker om Gabriella och sedan visa det genom en webbkamera. När Gabriella ser det blir hon ledsen, och bestämmer sig för att inte sjunga med honom, vilket slutar med att hon och han blir på dåligt humör och att Troy inte kan koncentrera sig på basketen.
Det är då Chad och Taylor bestämmer sig för att fixa ihop Troy och Gabriella igen. Men vad gör de när mattetävlingen, baskettävlingen och den andra uttagningen på musikalen är samtidigt?

## Skådespelare
- Zac Efron — Troy Bolton
- Vanessa Hudgens — Gabriella Montez
- Ashley Tisdale — Sharpay Evans
- Lucas Grabeel — Ryan Evans
- Alyson Reed — Ms. Darbus
- Corbin Bleu — Chad Danforth
- Monique Coleman — Taylor McKessie
- Olesya Rulin — Kelsi Neilsen
- Chris Warren Jr. — Zeke Baylor
- Bart Johnson — Jack Bolton, tränare i basketlaget
- Ryne Sanborn — Jason Cross
- Socorro Herrera — Ms. Montez
- Joey Miyashima — Dave Matsui, rektor

## Karaktärer

### Troy Bolton
Troy Bolton (Zac Efron) är Wildcats basketstjärna. Efter att ha träffat Gabriella känner han att han inte bara vill vara lagkapten för laget. När han inser att han älskar att sjunga bestämmer sig Troy och Gabriella spontant för att pröva att komma med i skolans musikal. Detta orsakar kaos både i laget och i skolan. När kompisarna tror att Troy bara bryr sig om musikalen bestämmer de sig för att tillsammans med Gabriellas kompisar förstöra uttagningen för dem. (i svenska dubbningen: Oskar Nilsson)

### Gabriella Montez
Gabriella Montez (Vanessa Hudgens) är den nya tjejen på East High. Tur för henne att hon redan har bekantat sig med Wildcats superstjärna. Gabriellas enda tanke när hon börjar i den nya skolan är att inte bli igenkänd som skolans plugghäst igen. Saker blir alltmer komplicerade när hon och Troy går på audition för skolans musikal. (i svenska dubbningen: Mikaela Tidermark Nelson)

### Sharpay Evans
Sharpay Evans (Ashley Tisdale) Sharpay är en rosa egoistisk modeälskare. Hon har ägnat hela sitt liv åt teater. Hon har haft alla huvudroller i alla musikaler hittills och när Troy och Gabriella försöker överta hennes plats som huvudperson blir hon rasande. Tillsammans med sin bror (eller mest hon själv) vill hon stoppa Troy och Gabriella från att inta scenen. Inget ska få förstöra deras chanser till att bli musikalens stjärnor. (i svenska dubbningen: Amanda Renberg)

### Ryan Evans
Ryan Evans (Lucas Grabeel) är Sharpays (hans syster) högra hand och hennes tvillingbror. Han brukar ofta följa efter Sharpay och bära en mängd olika hattar. (i svenska dubbningen: Nick Atkinson) I filmen High School Musical 2 får man se att han är grymt bra på Baseboll.

### Chad Danforth
Chad Danforth (Corbin Bleu) är Troys mest lojala vän. Det är också han som skriker ”Wildcats” hela tiden. När han får reda på att hans bästa vän ska vara med i skolans musikal går han emot Troy. Samtidigt försöker han och Taylor dela på Troy och Gabriella för att de inte ska kunna vara med i musikalen. (i svenska dubbningen: Jesper Adefelt)

### Taylor McKessie
Taylor McKessie (Monique Coleman) är geniet och ledare för vetenskapsklubben. Hon är även fast besluten att få med Gabriella med i klubben. Taylor och Chad sluter en pakt för att kunna dela på paret Troy och Gabriella.
(i svenska dubbningen: Emelie Clausen)
Efter ett tag blir hon tillsammans med Troys kompis Chad Danforth, som spelar i East High School Wildcats basketlag.

### Ms. Darbus
Ms. Darbus/Ms. D (Alyson Reed) Det är hon som håller i skolans musikal. Hon och Jack Bolton är ofta i luven på varandra, inte minst sedan Troy kom med i musikalen. Ms. Darbus tror på Sharpay när hon anklagar Troy och Gabriella för att förstöra skolans musikal. (i svenska dubbningen: Charlott Strandberg)

### Tränaren Bolton
Jack Bolton (Bart Johnson) som tränar basketlaget är även Troys pappa. En gång i tiden spelade han också för Wildcats, men nu är han tränare. Precis som Chad och de andra i laget är Mr. Bolton ivrig att vinna mästerskapet. Tyvärr märker han inte allt tryck han lägger på sin son. (i svenska dubbningen: Erik Ahrnbom)

### Kelsi Nielsen
Kelsi "spelförläggaren/Playmaker" Nielsen (Olesya Rulin) är en tjej med talang och hon är även kompositör eller som Troy kallar henne “speluppläggaren”. Först är Kelsi rädd för Sharpay men sedan byggs hennes självförtroende upp genom att hon hjälper Troy och Gabriella inför genrepet. (i svenska dubbningen: Ellen Fjaestad)

### Zeke Baylor
Zeke (Chris Warren Jr) gillar att baka. Detta var hans hemlighet som han uttryckte för hela cafeterian. Zeke är en av basketspelarena och han går alltid in för spelet. (i svenska dubbningen: Niels Pettersson)

### Jason Cross
Jason (Ryne Sanborn) älskar basket och är en ganska god vän med Troy. Han gör alltid sitt bästa på basketen. (i svenska dubbningen: Gabriel Odenhammar)

## High School Musical Dance Along
High School Musical Dance Along är en DVD som lär ut danssteg och dansnummer från filmen. En liknande DVD har även gjorts för filmens uppföljare, High School Musical 2.